# ويلهلم فورسبرغ
ويلهلم فورسبرغ (بالسويدية: Fred Forsberg)‏ هو متسابق يخت سويدي، ولد في 12 مارس 1862، وتوفي في 25 ديسمبر 1939.

## وصلات خارجية
- ويلهلم فورسبرغ على موقع اللجنة الأولمبية الدولية (الإنجليزية)
- ويلهلم فورسبرغ على موقع أوليمبيديا (الإنجليزية)
- ويلهلم فورسبرغ على موقع اللجنة الأولمبية السويدية (السويدية)